# Kuta Gugung (Naman Teran)
Kuta Gugung is een bestuurslaag in het regentschap Karo van de provincie Noord-Sumatra, Indonesië. Kuta Gugung telt 1269 inwoners (volkstelling 2010).